# Carrion (игра)
Carrion — компьютерная инди-игра, разработанная польской студией Phobia Game Studio и выпущенная компанией Devolver Digital. Разработчики описывали её как «хоррор наоборот», обозреватели — как платформер с элементами метроидвании. В Carrion игрок управляет аморфным чудовищем со множеством щупалец, подобным существу из фильма «Нечто», и должен перемещаться по подземной лаборатории, пробивая себе дорогу и убивая людей на своем пути. Игра была выпущена для Microsoft Windows, macOS, Linux, Nintendo Switch и Xbox One 23 июля 2020 года, а 30 октября 2024 года портирована на iOS и Android.

## Игровой процесс
Игроки управляют красным аморфным монстром с щупальцами. Монстр должен пробираться через объект со множеством преград и закрытых дверей, убивать и пожирать ученых и солдат. По ходу игры существо может найти в мире игры различные улучшения — например, способность разбивать деревянные баррикады. Размеры существа меняются в зависимости от его здоровья — съев достаточное количество жертв, монстр вырастает в размерах и приобретает новую форму, а вместе с ней — новые способности.

## Разработка и выпуск
Carrion была создана Phobia Game Studio, студией по разработке инди-игр из Варшавы, Польша. По словам разработчика Себастьяна Кроскевича, студия начала работу над игрой Carrion в начале октября 2017 года. Игровой процесс Carrion был впервые показан публично на конференции Game Developers Conference в 2018 году. Саундтрек к игре, написанный композитором Крисом Веласко, был выпущен лейблом Materia Collective 23 июля 2020 года, одновременно с выходом игры.
Студия Phobia Game выпустила демо-версию игры в Steam в октябре 2019 года. Игра была выпущена для персональных компьютеров (Windows, Linux и MacOS), консолей Nintendo Switch и Xbox One 23 июля 2020 года. Ранее сообщалось, что запланирован выпуск игры и для PlayStation 4, но дата выхода для PlayStation 4 объявлена не была.

## Оценки
| Сводный рейтинг    | Сводный рейтинг |
| Агрегатор          | Оценка          |
| ------------------ | --------------- |
| Metacritic         | 76/100          |
| OpenCritic         | 78/100          |
| Иноязычные издания |                 |
| Издание            | Оценка          |
| Eurogamer          | «Рекомендовано» |
| IGN                | 7,0/10          |
| PC Gamer (UK)      | 72/100          |

По данным агрегатора Metacritic, игра получила в целом положительные оценки прессы.
По мнению рецензента «Игромании» Дениса Павлушкина, Carrion не смогла из любопытной идеи вырасти в любопытную игру уровня Hollow Knight или Rain World; с его точки зрения, геймдизайнеры как будто не знали, что с этой идеей делать и как в её рамках бросить игроку вызов. Михаил Шкредов в обзоре для Gametech счел игру «удачным экспериментом» — сбалансированным комедийным хоррором, не выдыхающимся на протяжении всей кампании; слабым местом игры он посчитал сегменты, где нужно управлять человеком-учёным.